# Bestuur van Jersey
Het bestuur van Jersey, of de bestuursvorm van Jersey, heeft zowel Engelse als Franse invloeden. Samen met de onbewoonde eilanden Minquiers en Ecréhous vormt Jersey het autonome baljuwschap (Engels: bailiwick) Jersey. Jersey is een parlementaire democratie.
Jersey ligt op 22 kilometer afstand voor de Franse kust van Bretagne in de baai van de Mont Saint-Michel. Het is het grootste van de Kanaaleilanden. In 2008 woonden er 91.533 mensen, waarvan 30% in de hoofdstad Saint Helier. Het is net zoals Guernsey en het in de Ierse Zee gelegen Man een Crown dependency dat direct onder de Britse Kroon valt. Het is geen onderdeel van het Verenigd Koninkrijk, noch van de Europese Unie. Jersey is een apart land in het kader van een rechtsvervolging. Het is echter geen soevereine staat volgens het internationale recht.

## De Kroon
Jersey is een democratie waarbij het gezag uiteindelijk ligt bij de Kroon vertegenwoordigd door de Luitenant-Gouverneur. Hij fungeert als contact tussen de regeringen van Jersey en het Verenigd Koninkrijk tevens heeft hij een uitvoerende verantwoordelijkheid voor immigratie, uitwijzing, naturalisatie en het verstrekken van paspoorten. Sinds 2005 ligt de uitvoerende macht in handen van een kabinet onder leiding van een eerste minister.
De Kroon benoemt de Luitenant-Gouverneur, de Baljuw, de plaatsvervangende Baljuw, de Procureur-generaal. In de praktijk volgt het ministerie van Justitie van het VK een advies van een commissie in Jersey. Na goedkeuring door het ministerie wordt de kandidaat ter benoeming voorgelegd aan de Kroon.

## Grondwet
Jersey heeft een ongeschreven grondwet die voortgekomen is uit het Verdrag van Parijs (1259). Nadat Hendrik III, de koning van Engeland, en Lodewijk IX, de koning van Frankrijk, overeenstemming bereikten over het hertogdom Normandië, erkenden alle landen de soevereiniteit van de Franse koning over dit hertogdom. De Kanaaleilanden werden hiervan uitgezonderd. Ze werden formeel ook nooit toegelaten tot het Verenigd Koninkrijk en hebben tot op de dag van vandaag de status "bezit van de Kroon".
De ontwikkeling van de grondwet toont een langzame scheiding tussen de wetgevende en rechtsprekende macht. De Baljuw blijft echter voorzitter van de Staten. In 2007 tekenden de eerste minister (Engels: Chief Minister) van Jersey en de Staatssecretaris van Grondwettelijke zaken van het Verenigd Koninkrijk (Engels: Secretary of State for Constitutional Affairs) een overeenkomst die een raamwerk vormt voor de ontwikkeling van de internationale identiteit (politiek en bestuurlijk) van Jersey.

## Inrichting van het Bestuur

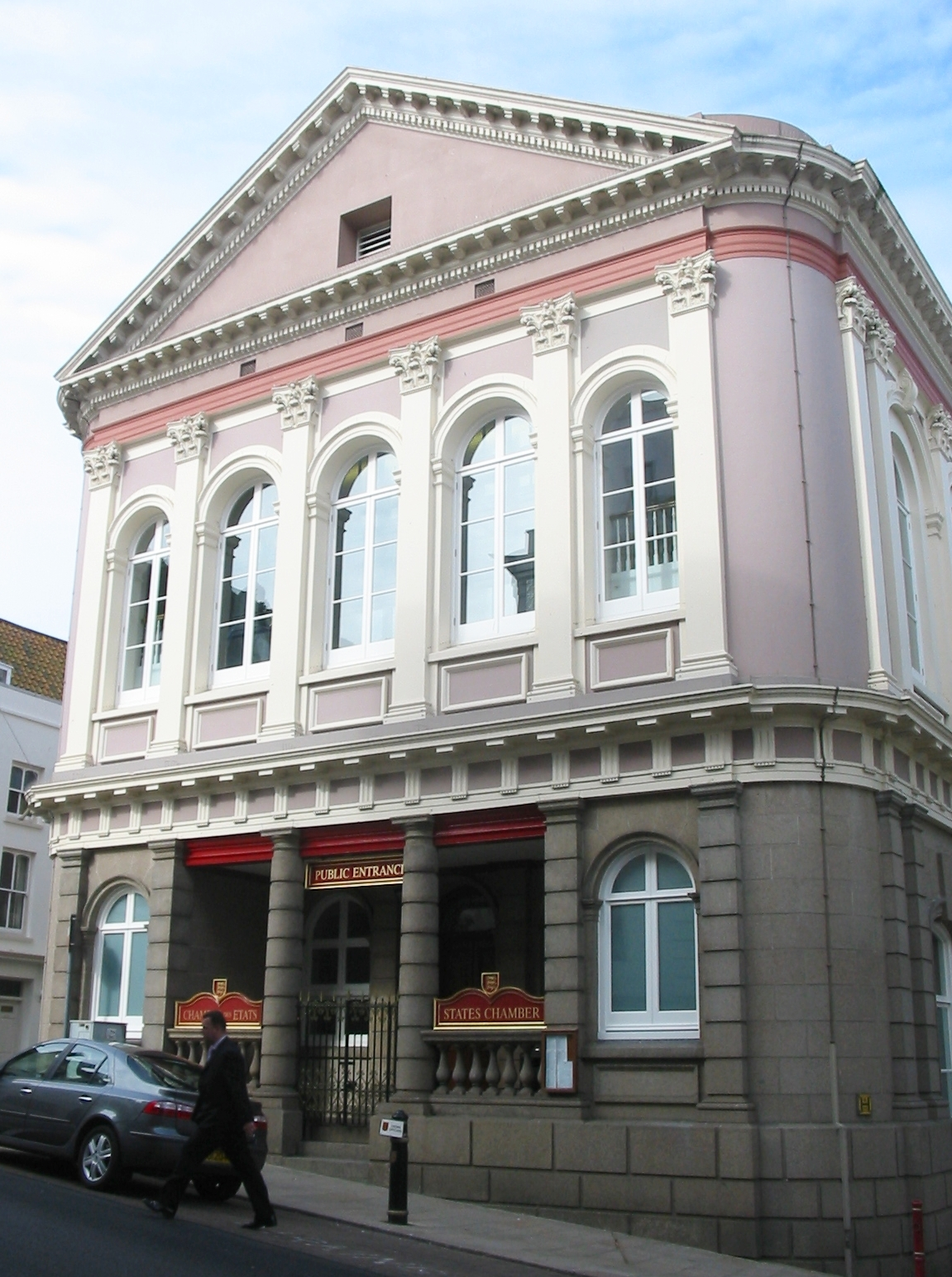
De Staten in St Helier.

De bestuurlijke inrichting van Jersey bestaat uit het staatshoofd, de Staten, de regering, de departementen, de gemeenten en vingtaines.

### Staatshoofd
De Engelse koning is het staatshoofd van Jersey; het koningschap is erfelijk. Het huidige staatshoofd is koning Charles III (sinds 2023).
De traditionele titel van het staatshoofd is Duke of Normandy; de koning heeft deze titel echter niet formeel. De koning is alleen in naam de bestuurder van het kroondomein Jersey; in werkelijkheid wordt het door de Staten van Jersey samen met de regering bestuurd.
De vertegenwoordiger van de koning op het eiland is de luitenant-gouverneur (Engels: Lieutenant Governor). Deze wordt door het Engelse staatshoofd voor onbepaalde termijn benoemd. Hij vervult een ceremoniële rol als de vertegenwoordiger van de Kroon, als bevelhebber van de strijdkrachten en als lid van de Staten van Jersey. De Luitenant Gouverneur heeft alleen een symbolische invloed op het eilandbestuur.

### Staten van Jersey
De wetgevende macht van Jersey berust bij de Staten van Jersey (Engels: States of Jersey). In de Staten zitten drieënvijftig gekozen leden en tevens zitten in de Staten vijf niet-gekozen leden, zonder stemrecht, maar met het recht van spreken.
Alle huidige Statenleden zijn onafhankelijk gekozen. Jersey kent feitelijk geen politieke partijen, al opereren er groepen die een gelijk gedachtegoed aanhangen.
De Jersey Democratic Alliance is op het moment de enige politieke partij met leden in de Staten, al zijn zij gekozen als onafhankelijke vertegenwoordigers. De Centre Party heeft zich uitgesproken om alleen kandidaten voor de positie van senator te laten meedoen in de verkiezingen. Hun kandidaten zijn echter vrij om het passief kiesrecht uit te oefenen voor onafhankelijk vertegenwoordiger. Zij blijven onafhankelijk in de kamer. Stuart Syvret wordt vaak gezien als lid van de Jersey Green Party.

### Regering
Het bestuur van Jersey wordt uitgevoerd door de regering, waarvan de eerste minister het hoofd is. De regering van Jersey bestaat uit de Koningin van het Verenigd Koninkrijk, de Luitenant Gouverneur, de Baljuw, de Staten, de eerste minister en zijn kabinet (Engels: Council of Ministers). Formeel is de Koningin het staatshoofd en de Luitenant Gouverneur haar vervanger.
Elke minister in het kabinet bestuurt een departement. Het eerste kabinet werd gevormd in 2005. De verkiezing van de eerste minister vond plaats via een stemming bij meerderheid in de Staten. De gekozen eerste minister benoemde negen ministers. De benoeming is bekrachtigd door een stemming bij meerderheid in de volledige Staten van Jersey.
De samenstelling van het kabinet was in 2007 als volgt:
- Eerste minister: Frank Walker
- Economische ontwikkeling: Philip Ozouf
- Onderwijs, Sport en Cultuur: Mike Vibert
- Volksgezondheid en Sociale zaken: Stuart Syvret
- Binnenlandse zaken: Wendy Kinnard
- Volkshuisvesting: Terry Le Main
- Ruimtelijke ordening en Milieu: Freddie Cohen
- Sociale Zekerheid: Paul Routier
- Transport en technisch beheer: Guy de Faye
- Financiën: Terry Le Sueur

De eerste minister is de voorzitter van het kabinet. Elke minister kan punten ter discussie in het kabinet brengen. Juridisch gezien berust de politieke verantwoordelijkheid voor een besluit alleen bij de eerste minister. In de praktijk wordt een besluit genomen via een stemming bij meerderheid of unanimiteit door het kabinet.

#### Departementen
De politieke leiding van de departementen ligt bij een minister. De ministers zijn verenigd in een kabinet (Council of Ministers) onder leiding van de eerste minister.
Het Engelse staatshoofd benoemt de baljuw, het ambtelijk hoofd. Sinds 2009 is dit Sir Michael Birt.
De departementen zijn:
- Departement van de eerste minister: Dit departement ondersteunt de eerste minister en coördineert de invoering van het beleid.
- Economische ontwikkeling: Dit departement heeft de verantwoording voor het economische beleid en de ontwikkeling in Jersey.
- Onderwijs, Sport en Cultuur: Dit departement verzorgt het beleid van en de ondersteuning van de mogelijkheden tot onderwijs en participatie voor Jersey.
- Volksgezondheid en Sociale zaken: Dit departement verzorgt het beleid van de volksgezondheid en het maatschappelijke welzijn van de bevolking van Jersey.
- Binnenlandse zaken: Dit departement is verantwoordelijk voor politie, brandweer, kustwacht, douane, immigratie en detentie.
- Volkshuisvesting: Dit departement verzorgt het beleid voor en de ontwikkeling van de sociale woningbouw op Jersey.
- Ruimtelijke ordening en Milieu: Dit departement verzorgt het beleid van de ruimtelijke ordening, bouw- en woningtoezicht, milieubeleid en milieuregels, water, bodemschatten en afval.
- Sociale Zekerheid: Dit departement is verantwoordelijk voor arbeid, pensioen en uitkeringen.
- Transport en technisch beheer: Dit departement regelt de wegen en het verkeer, rijbewijzen en voertuigveiligheid, parken, afvalverwerking en schoonmaakwerkzaamheden.
- Financiën: Dit departement is verantwoordelijk voor de publieke financiën, publiek bezit en houdt toezicht op de publieke fondsen.
- Uitvoerende departementen zonder minister: Er zijn vier aparte departementen zonder minister namelijk het Vliegveld, de Rekenkamer, de Griffie van de Staten, en het juridische departement. Het juridische departement bestaat uit de Staf van de Baljuw, Juridisch advies, Gerechtelijke Deurwaarders, Griffie en de Reclassering.

### Gemeenten
Jersey is opgedeeld in twaalf gemeenten (Engels: parish). Alle gemeenten liggen aan zee. Op een na zijn de gemeenten vernoemd naar de heiligen waar de gemeentekerk aan gewijd is:
- Grouville
- Saint Brelade
- Saint Clement
- Saint Helier
- Saint Lawrence
- Saint John
- Saint Martin
- Saint Mary
- Saint Ouen
- Saint Peter
- Saint Saviour
- Trinity

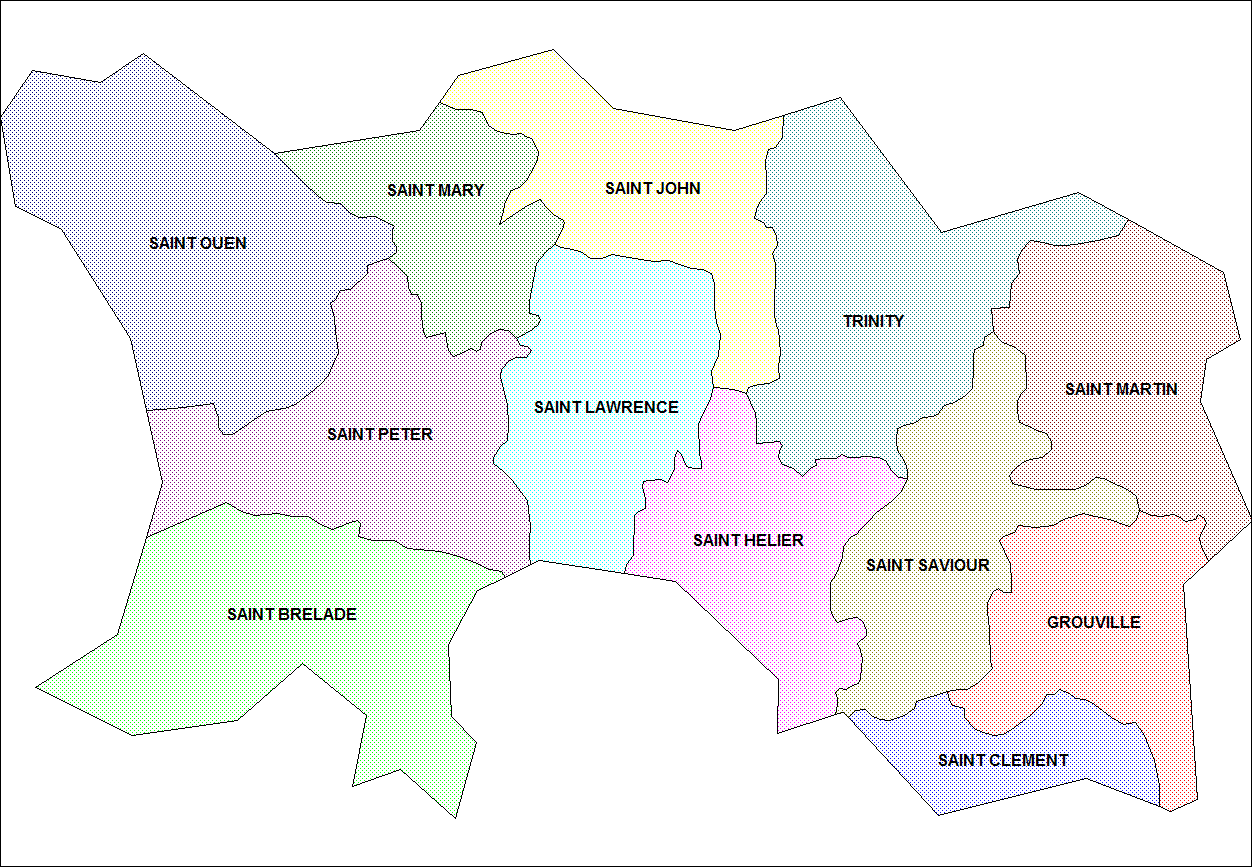
Kaart van de gemeenten in Jersey

Een Parish Assembly of de gemeenteraad in Jersey is het besluitvormende orgaan van het lokale bestuur. De raad bestaat uit belastingbetalers en gekozen leden.
De gemeenteraad:
- stelt de jaarlijkse tarieven vast in lijn met de voorgestelde begroting van de constable;
- kiest functionarissen van de gemeente zoals de leden van de wegencommissie, de wegeninspecteurs, Vingteniers, Centeniers en de agenten van de Honorary Police;
- verleent vergunningen voor de verkoop van alcoholische dranken;
- stelt de namen van de wegen vast;
- verleent de Procureur du Bien Public het recht om overeenkomsten uit naam van de gemeente sluiten;
- overlegt over alle onderwerpen die ofwel voorgesteld door de constable ofwel op verzoek van de raadsleden.

#### Gemeentelijke organisatie
Elke gemeente worden bestuurd door de Constable (Frans: Connétable; Jèrriais: Connêtabl'ye) die door de inwoners van de gemeente gekozen wordt.
De Constable wordt bijgestaan door twee wethouders of schepenen in Jersey genaamd de Procureur du Bien Public, zij worden tevens gekozen door de inwoners.
De bestuurder wordt voor een termijn van drie jaar gekozen en vertegenwoordigt de gemeente in de Staten (Engels: States). In elke gemeente worden tevens twee wethouders of schepen gekozen (Frans: Procureur du Bien Public).
Een wethouder of schepen wordt voor een termijn van drie jaar gekozen en draagt het publieke ambt voor het beheer van de fondsen en bezit van de gemeente. Een wethouder sluit uit naam van de gemeente contracten als deze daartoe het fiat heeft gekregen van de gemeenteraad (Engels: Parish Assembly). Zij vertegenwoordigen de gemeente dus op financieel gebied en als rechtspersoon. De wethouders worden gekozen via openbare verkiezingen per 2003 in overeenstemming met de Jersey Kieswet (amendement) van 2003. Voorheen werden de wethouders gekozen door de kiesmannen (Engels: Assembly of Electors) van de gemeenten volgens de toenmalige Jersey Kieswet van 1804 (Loi au sujet des assemblées paroissiales).

##### Buurtschappen of Vingtaines
De gemeente is onderverdeeld in buurtschappen of Vingtaines (of zoals genoemd in Saint Ouen cueillettes). Elke vingtaine beschikt over twee Vingteniers, twee wegeninspecteurs en drie agenten toegevoegd aan de Constable. Allen worden ingezworen door het Koninklijke gerechtshof.

##### Wegencommissie
De wegencommissie bestaat uit vijf gekozen leden. Zij overzien het onderhoud van de gemeentelijke wegen, de plaatsing van grensstenen, uitgifte van vergunningen, controle van aanvragen, toezicht op afvalverzameling, deelt boetes uit tijdens de jaarlijkse heggenknip en stelt nieuwe namen van wegen voor aan de gemeenteraad. De commissie wordt voorgezeten door de constable.

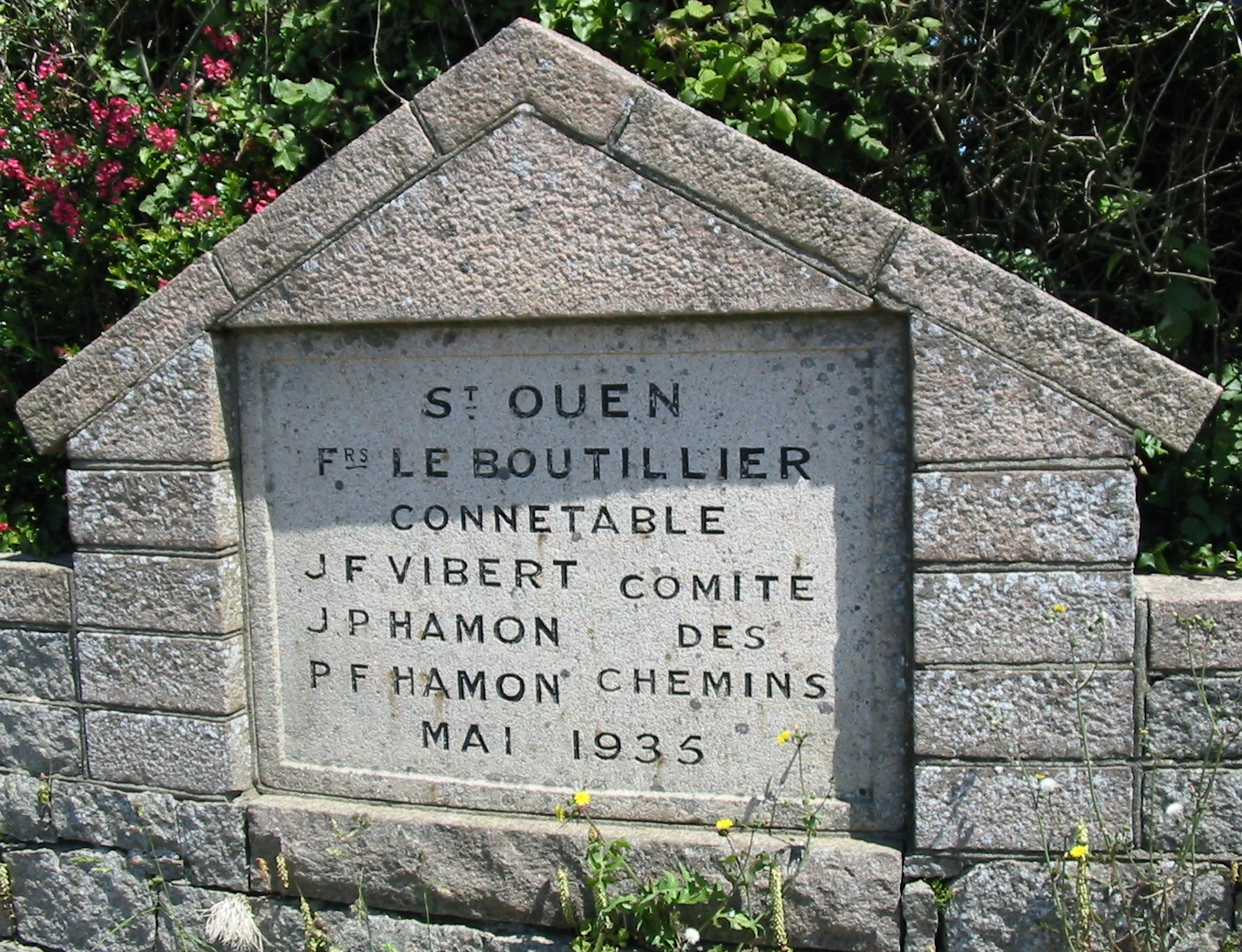
Wegen markeringsteen in Saint Ouen uit 1935 waarop de namen van de wegencommissie staan.

Zij geven instructies voor onderhoud aan de wegeninspecteurs.
In St. Helier zijn ze ook verantwoordelijk voor parken en advies aan de Constable. Het is gebruikelijk St. Helier dat beide Procureur du Bien Public aanwezig zijn, zij hebben echter geen stemrecht.

##### Wegeninspecteurs
De gemeenteraad kiest twee wegeninspecteurs voor elke vingtaine voor een periode van drie jaar in lijn met de wet "Loi (1914) sur la Voirie". Wegeninspecteurs zijn verantwoordelijk voor het onderhoud van de gemeentelijke wegen en voeren de instructies van de wegencommissie uit. In Saint Helier, voeren ze ook andere taken uit zoals het handhaven van de verkeerswet, controle op hondenvergunningen en vergunningen voor folderen. Zij helpen tevens de "Honorary Police" met informatie.Hun voornaamste rol is tijdens de jaarlijkse heggenknip en een mogelijk koninklijk bezoek.

##### Overige raadscommissies
In Saint Helier zijn nog andere raadscommissies actief namelijk de kascommissie, commissie Sociale Zaken en de commissie Jeugd en Cultuur.

##### "Honorary Police" agenten
In elke gemeente is een Honorary Police (Frans: Police Honorifique) of politiemacht aanwezig in Jersey (eiland).
De agenten in de "Honorary Police" ondersteunen al eeuwenlang de constable of de Connétable in het handhaven van de wet. Er zijn drie typen de Centeniers, de Vingteniers en de agenten toegevoegd aan de Constable. Deze hebben elke hun eigen taken en verantwoordelijkheden. Voordat er een formele beroepspolitiemacht op Jersey was waren deze agenten de enige die de wet handhaafden. Nog steeds zijn deze agenten de gemeenschap van dienst.

De gemeenteraad kiest een Centenier, een soort politierechter, twee vingteniers per "vingtaine" en drie agenten die zijn toegevoegd aan de Constable voor een termijn van drie jaar. Zij handhaven de wet en verordeningen en houden toezicht binnen de gemeente. Ze worden bij eed ingezworen door het Koninklijke gerechtshof.

De Centenier (politierechter) is de enige autoriteit die verdachten kan aanklagen en veroordelen. Voorheen kon de Centenier (politierechter) de Constable (gemeentebestuurder) vervangen in de Staten in het geval dat deze verhinderd was – deze regeling is geschrapt. De Constable wijst een van de centeniers aan als hoofd van de politie in de gemeente.
De vingteniers houden toezicht en voeren enkele administratieve taken uit. De drie agenten die zijn toegevoegd aan de Constable; handhaven tevens de wet. Zowel de centenier als de vingtenier als de agenten, die zijn toegevoegd aan de Constable, maken deel uit van de "Honorary Police", een soort burgerwacht. De vingtenier staat één rang lager dan de centenier in de "Honorary Police".

Alle agenten in de "Honorary Police" moeten in de gemeente wonen waar zich verkiesbaar stellen. In St Helier moeten ze een belastingbetaler of een gemachtigde zijn van die gemeente. De agent mag na verhuizing buiten de gemeente zijn diensten voortzetten. In het geval dat deze gedurende de termijn de diensten blijft verlenen mag deze zich herkiesbaar stellen. Iedereen die zich verkiesbaar stelt moet ouder zijn dan 20 en jonger dan 70. Iemand die zich verkiesbaar wil stellen mag niet eerder veroordeeld zijn.

De agenten hebben meestal dienst gedurende een hele week en vervolgens een rust van drie tot vier weken. Gedurende hun dienst zijn ze 24 uur beschikbaar. In uitzonderlijke gevallen mogen zij ook buiten de gemeente optreden.

##### Kerkenraad
De historische banden met de Engelse Anglicaanse kerk worden onderhouden door een raad die bestaat uit de Constable (Frans: Connétable) en de Procureurs du Bien Public, de Koster en de Dominee. Deze raad houdt toezicht op de werkzaamheden van de kerk. Daadwerkelijke besluiten aangaande de werkzaamheden van de kerk worden genomen door de kerkenraad die uit dezelfde personen bestaat als de gemeenteraad.

## Rechtspraak
De rechtspraak van Jersey is gebaseerd op het Normandische gewoonterecht (inclusief de Clameur de Haro), verdragsrecht en het Engelse recht. Recht wordt gesproken door het Koninklijke Hof (Engels: Royal Court). De Baljuw is hoofd van zowel de rechtsprekende als de wetgevende macht, daarom is er geen sprake van de scheiding der machten zoals in andere landen gebruikelijk is.
Advocaten vertegenwoordigen hun cliënten aan het hof. Vanuit de Raad van de Koningin (Engels: Queen's Counsel) is het alleen aan de Baljuw, de vice-Baljuw, de minister van Justitie en de staatssecretaris van Justitie toegestaan te verschijnen aan het hof.
In 1928 werd voor het eerst een wet volledig in het Engels gesteld, sinds die tijd wordt Engels gebruikt al zijn er nog steeds wetten in het Frans. Veel van de ceremoniële aspecten van het hof worden in het Frans uitgevoerd, zoals het gebed. Over het feit dat alleen advocaten die toegelaten zijn tot de advocatenvereniging en het taalgebruik bestaan meningsverschillen. Het instellen van beroep tegen besluiten van het hof worden ingediend bij het Hof van Beroep van Jersey (Engels: Court of Appeal of Jersey) en daarna bij de "Judicial Committee of the Privy Council" van het Verenigd Koninkrijk.

## Kiesstelsel
De verkiezing van Senatoren en afgevaardigden in de Staten van Jersey vinden om de drie jaar plaats. De Senatoren worden in oktober gekozen en de afgevaardigden een maand later in november van het verkiezingsjaar. Tevens worden de Constables, Procureurs du Bien Public en de Centeniers verkozen.
Verkozen en zittende afgevaardigden kunnen zich verkiesbaar stellen als Senator, zonder het risico te lopen hun zetel te verliezen. Senatoren die hun zetel verliezen in de Senator verkiezingen mogen zich daarna verkiesbaar stellen als afgevaardigde. In het algemeen is de strijd om de senatorzetel groter dam om de zetel voor een afgevaardigde. Het is gebruikelijk dat een kandidaat begint zich als senator verkiesbaar te stellen. Na het verwerven van bekendheid kan deze zich dan als kandidaat afgevaardigde richten op één specifiek kiesdistrict.
De verkiezingen voor Senatoren werd gehouden op 19 oktober 2005, toen waren er zes zetels te vergeven. Twee partijen hebben toen kandidaten verkiesbaar gesteld. De "Centre Party" deed het iets beter dan verwacht, maar verloor de verkiezing; net zoals de "Jersey Democratic Alliance". Twee kandidaten van de "Centre Party" werden uiteindelijk verkozen als onafhankelijke afgevaardigde tijdens de verkiezing van 23 november; net zoals drie kandidaten van de "Jersey Democratic Alliance" gekozen werden als onafhankelijk kandidaat.
Op lokaal niveau verschilt de periode van een zetel tussen de één en drie jaar.

### Kiesregister
Het recht om te stemmen in verkiezingen wordt vastgelegd in het kiesregister. Het kiesregister wordt samengesteld door de vingtaine.
De criteria om te kunnen stemmen tijdens de verkiezingen op Jersey zijn:
- Een leeftijd van ten minste 16 jaar. (verlaagd van 18 naar 16 in 2008);[2]
- Inwoner in het relevante kiesdistrict;
- Inwoner van Jersey langer dan twee jaar voorafgaand aan de registratie op het kiesregister.
- Inwoner van Jersey langer dan zes maanden in combinatie met een periode van ten minste vijf jaar woonachtig op Jersey.

Het actief kiesrecht wordt bepaald door de woonplaats van de persoon en niet door het staatsburgerschap van Jersey. Het gevolg is dat elke Britse staatsburger op Jersey kan stemmen zolang deze aan de criteria voldoet. De eerste geheime verkiezing werd gehouden op 1 december 1891. Het kiesgeheim is niet noodzakelijk bij andere verkiezingen zoals in de gemeenteraden.

## Politieke belangenvertegenwoordiging
Jersey kent een aantal groeperingen die zich inzetten voor specifieke belangen.

### Belangengroepen
Deze organisaties worden door de leden gefinancierd:
- Royal Jersey Agricultural and Horticultural Society[3]
- Institute of Directors, Jersey branch
- Jersey Chamber of Commerce[4]
- Progress Jersey[5]
- Jersey Youth Reform Team
- Jersey Rights Association
- Same Difference Jersey
- Save Jersey's Heritage[6]
- Société Jersiaise
- Alliance Française, Jersey
- Attac, Jersey Branch[7]

### Quangos
Deze organisaties worden gedeeltelijk door de staat gefinancierd. Benoemingen worden door de Staten van Jersey gedaan.
- Jersey Finance
- Community Relations Trust
- Jersey Overseas Aid
- Jersey Consumer Council
- Jersey Legal Information Board
- Jersey Development Company voormalig bekend als Jersey Waterfront Enterprise Board

## Internationale relaties
Hoewel diplomatieke vertegenwoordiging voorbehouden is aan de Kroon, onderhandelt Jersey direct met buitenlandse mogendheden betreffende zaken die onder de verantwoordelijkheid van de Jersey staat vallen.
 Verenigd Koninkrijk

In 2007 heeft Jersey een overeenkomst getekend met het Verenigd Koninkrijk (VK) waarin een raamwerk werd gesteld voor de ontwikkeling van de internationale identiteit van Jersey. De overeenkomst stelt dat het VK:
- Geen democratische verantwoordelijkheid heeft in en voor Jersey;
- Zich onthoudt van enige internationale activiteiten zonder overleg vooraf met Jersey;
- Erkent dat Jersey een andere en gescheiden internationale identiteit heeft dan het VK;
- Erkent dat de belangen van Jersey mogelijk botsen met die van het VK en dat het VK dit internationaal uitdraagt en ermee rekening houdt;
- Samenwerkt met Jersey om belangenconflicten voortkomend uit botsende belangen op te lossen.

Jersey is per 1999 lid van de Brits-Ierse Raad (Engels: British-Irish Council), de Vereniging van Commonwealth Parlementen (Engels: Commonwealth Parliamentary Association) en de Assemblée parlementaire de la Francophonie (Vereniging van Frans sprekende parlementen). Het Verenigd Koninkrijk is verantwoordelijk voor de verdediging van Jersey. Jersey maakt deel uit van de Common Travel Area; een gebied waarin inwoners van de Republiek Ierland, het Verenigd Koninkrijk, Jersey, Guernsey en het Isle of Man vrij kunnen reizen zonder paspoort met alleen minimale identificatie papieren. Jersey heeft zich tot doel gesteld zelfstandig lid te worden van het Gemenebest van Naties (Engels: Commonwealth of Nations).
Frankrijk

Jersey heeft een permanente niet-diplomatieke vertegenwoordiging in Caen (Frankrijk), "Bureau de Jersey", en een bijkantoor in Rennes (Frankrijk). Een soortgelijk kantoor, "La Maison de Normandie", in St. Helier (Jersey) vertegenwoordigt de Franse Kamers van Koophandel (Frans: Conseil général of Manche), de regio Basse-Normandie (Frans: Conseil régional of Basse-Normandie) en daar resideert het Franse consulaat.
Europese Unie

Jersey is sinds 1951 waarnemend lid van de Raad van Europa (deze houdt onder meer toezicht op het Europees Verdrag voor de Rechten van de Mens (EVRM)). Het lidmaatschap is het gevolg van het lidmaatschap van het Verenigd Koninkrijk op basis van Artikel 53. De Human Rights (Jersey) Law 2000 neemt het EVRM op in het Jersey recht.
De Europese Unie (EU) onderscheidt voor de douanewetgeving drie verschillende belastinggebieden:
- een douanegebied
- een accijnsgebied
- een btw-gebied

De Europese Unie erkent Jersey als douanegebied, maar niet als accijnsgebied of btw-gebied.

## Internationale verdragen
Jersey heeft veel internationale verdragen gesloten. Deze verdragen worden soms via en in het kielzog van het Verenigd Koninkrijk gesloten, soms direct. In bepaalde gevallen gelden, verdragen die Engeland sluit, ook voor Jersey. In andere gevallen is het noodzakelijk of gewenst dat de verdragen rechtstreeks gesloten worden tussen Jersey en een andere soevereine staat.

### Verdragen tussen Nederland en Jersey
Jersey heeft met Nederland relaties en verdragen op het gebied van:
- Belasting
- Scheidingsrecht
- Handel

Nederland heeft een groot aantal verdragen gesloten met Jersey: soms via het Verenigd Koninkrijk; soms direct. Hieronder volgen een aantal willekeurige voorbeelden:
Belastingverdrag op 20 juni 2007
Op grond van het ondertekende informatie-uitwisselingsverdrag in belastingzaken tussen Jersey en Nederland zal op verzoek bancaire en overige informatie-uitwisseling plaatsvinden, over zowel strafrechtelijke- als civielrechtelijke belastingzaken. De uitwisseling van informatie over strafrechtelijke belastingzaken geldt ook voor gebeurtenissen die plaatsvonden vóór inwerkingtreding van dit verdrag.
Overeenkomsten overlegprocedures over verrekenprijzen en deelnemingsvrijstelling op 20 juni 2007
Tegelijkertijd met het informatie-uitwisselingsverdrag zijn Nederland en Jersey een overeenkomst inzake de toegang tot onderlinge overlegprocedures over verrekenprijzen en toepassing van de Nederlandse deelnemingsvrijstelling overeengekomen. Wat betreft de deelnemingsvrijstelling, is deze van toepassing voor zover voldaan wordt aan de voorwaarden gesteld in de Wet op de Vennootschapsbelasting. De deelnemingsvrijstelling geeft ondernemingen onder voorwaarden een vrijstelling van belasting voor inkomsten uit deelnemingen van 5% en meer.
Memorandum van Overeenstemming op 20 juni 2007
Ten slotte zijn Nederland en Jersey overeengekomen onderhandelingen voort te zetten over maatregelen ter voorkoming van ongewenste fiscale of andere barrières van discriminerende aard in hun beider nationale belastingsystemen en dat zij op termijn de intentie hebben deze deelresultaten in een verdrag ter voorkoming van dubbele belasting op te nemen.
Verdrag inzake de verkrijging van bewijs in het buitenland in burgerlijke en in handelszaken op 18 maart 1970
Verdrag over de erkenning en tenuitvoerlegging van buitenlandse scheidsrechterlijke uitspraken op 28 mei 2002

### Verdragen tussen de Verenigde Staten en Jersey
De Verenigde Staten hebben met Jersey een belastingverdrag gesloten in 2002.

### Verdragen tussen Duitsland en Jersey
Het Federaal hof (Duits: Bundesgerichtshof (BGH)) van de Bondsrepubliek Duitsland besloot op 1 juli 2002 (zaak: II ZR 380/00), dat volgens het Duitse recht naar paragraaf 110 van de Duitse Civiele procedurerecht (Duits: Zivilprozessordnung (ZPO)), Jersey deel is van zowel het Verenigd Koninkrijk als de Europese Unie. Jersey heeft een belastingverdrag gesloten met Duitsland op 4 juli 2008.

### Verdragen tussen Denemarken en Jersey
Jersey heeft met Denemarken een belastingverdrag gesloten op 28 oktober 2008. Het verdrag moet nog bekrachtigd worden door de Staten van Jersey. Tevens moeten de wetten worden aangepast.

### Verdragen tussen de Faeröer en Jersey
Jersey heeft met de Faeröer een belastingverdrag gesloten op 28 oktober 2008. Het verdrag moet nog bekrachtigd worden door de Staten van Jersey. Tevens moeten de wetten worden aangepast.

### Verdragen tussen Finland en Jersey
Jersey heeft met Finland een belastingverdrag gesloten op 28 oktober 2008. Het verdrag moet nog bekrachtigd worden door de Staten van Jersey. Tevens moeten de wetten worden aangepast.

### Verdragen tussen Groenland en Jersey
Jersey heeft met Groenland een belastingverdrag gesloten op 28 oktober 2008. Het verdrag moet nog bekrachtigd worden door de Staten van Jersey. Tevens moeten de wetten worden aangepast.

### Verdragen tussen IJsland en Jersey
Jersey heeft met IJsland een belastingverdrag gesloten op 28 oktober 2008. Het verdrag moet nog bekrachtigd worden door de Staten van Jersey. Tevens moeten de wetten worden aangepast.

### Verdragen tussen Zweden en Jersey
Jersey heeft met Zweden een belastingverdrag gesloten op 28 oktober 2008. Het verdrag moet nog bekrachtigd worden door de Staten van Jersey. Tevens moeten de wetten worden aangepast.

### Verdragen tussen Noorwegen en Jersey
Jersey heeft met Noorwegen een belastingverdrag gesloten op 28 oktober 2008. Het verdrag moet nog bekrachtigd worden door de Staten van Jersey. Tevens moeten de wetten worden aangepast.

## Voetnoten
1. ↑  Public Elections (Jersey) Law 2002
2. ↑  The law amendment[dode link] to give effect to the lowering of voting age to 16 was lodged au Greffe on 18 July 2007, approved in September 2007 and brought into force on 12 March 2008, with effect from 1 April 2008
3. ↑  Royal Jersey Agricultural and Horticultural Society
4. ↑  Jersey Chamber
5. ↑  Progress Jersey[dode link]
6. ↑  Save Jersey's Heritage
7. ↑  Gearchiveerde kopie. Gearchiveerd op 13 januari 2019. Geraadpleegd op 5 maart 2011.
8. ↑  Jersey Law | Revised | - Showing the law at - Human Rights (Jersey) Law 2000 | 1 Jan 2007